# Rosolino Bianchetti Boffelli
Rosolino Bianchetti Boffelli (Camisano, 25 febbraio 1945) è un vescovo cattolico italiano, dal 15 aprile 2023 vescovo emerito di Quiché.

## Biografia
Rosolino Bianchetti Boffelli nasce a Camisano, in provincia di Cremona e diocesi di Crema, il 25 febbraio 1945. Viene ordinato sacerdote il 28 giugno 1974 e per tre anni svolge la sua missione pastorale in qualità di curato della parrocchia di Santa Maria della Croce a Crema. Nel 1977 parte in missione, dapprima in Venezuela e, dal 1979, in Guatemala. Opera in diocesi di Escuintla, quindi in quella di Quiché.
Diviene parroco a Uspantán, poi a Lancetillo, infine si offre volontario per il villaggio di Chajul, teatro di un eccidio nel quale erano stati assassinati il parroco, il sacrestano e alcuni catechisti. Qui fonda la cooperativa Val Vaq Quiol che lavora nell'ambito del commercio equo-solidale e che ha permesso alla gente del luogo di prendere coscienza dei propri diritti e doveri.
Il 20 novembre 2008 papa Benedetto XVI lo nomina vescovo di Zacapa e prelato di Santo Cristo de Esquipulas. Riceve l'ordinazione episcopale il 31 gennaio 2009 dalle mani del vescovo di Quiché Mario Alberto Molina Palma.
Il 14 settembre 2012 lo stesso papa lo nomina vescovo di Quiché.
Il 15 aprile 2023 papa Francesco accoglie la sua rinuncia al governo pastorale della diocesi per raggiunti limiti di età.

## Genealogia episcopale
La genealogia episcopale è:
- Cardinale Scipione Rebiba
- Cardinale Giulio Antonio Santori
- Cardinale Girolamo Bernerio, O.P.
- Arcivescovo Galeazzo Sanvitale
- Cardinale Ludovico Ludovisi
- Cardinale Luigi Caetani
- Cardinale Ulderico Carpegna
- Cardinale Paluzzo Paluzzi Altieri degli Albertoni
- Papa Benedetto XIII
- Papa Benedetto XIV
- Papa Clemente XIII
- Cardinale Enrico Benedetto Stuart
- Papa Leone XII
- Cardinale Chiarissimo Falconieri Mellini
- Cardinale Camillo Di Pietro
- Cardinale Mieczysław Halka Ledóchowski
- Cardinale Jan Maurycy Paweł Puzyna de Kosielsko
- Arcivescovo Józef Bilczewski
- Arcivescovo Bolesław Twardowski
- Arcivescovo Eugeniusz Baziak
- Papa Giovanni Paolo II
- Vescovo Julio Edgar Cabrera Ovalle
- Arcivescovo Mario Alberto Molina Palma, O.A.R.
- Vescovo Rosolino Bianchetti Boffelli